# Hanno Haag
Hanno Haag (* 21. Februar 1939 in St. Ingbert; † 6. Mai 2005 in Ludwigshafen am Rhein) war ein deutscher Musiker und Komponist.

## Leben
Hanno Haag studierte Schulmusik (Hauptfach Violine) an der Musikhochschule des Saarlandes und Geschichte und Musikwissenschaft an der Universität des Saarlandes. 1959 gründete er mit seiner späteren Frau das Mannheimer Kammerduo. 1964/1965 war er Konzertmeister des Kurpfälzischen Kammerorchesters Mannheim, ab 1965 spielte er im Orchester des Nationaltheaters Mannheim. Von 1976 an bis zu seiner Pensionierung 1998 war er Fachgruppenleiter für Streichinstrumente an der Musikschule der Stadt Mannheim. An dieser gründete und leitete er das Jugendsinfonieorchester Mannheim, mit dem er Konzertreisen durch Europa, Australien, die USA und Kanada unternahm. Weiterhin leitete er die Capella Palatina und das Kammerorchester der Abendakademie Mannheim.
Als Komponist schuf Haag über 70 Werke für unterschiedliche Besetzungen. Er wurde 1995 mit dem Johann-Wenzel-Stamitz-Preis ausgezeichnet.
Haag war außerdem als Geher aktiv, so wurde er 1974 bei den Deutschen Meisterschaften Neunter im 50-km-Gehen und Zweiter mit der Mannschaft.

## Werke

### Opern
- Der Rat der Eule – Oper in einem Vorspiel und zwei Akten nach einem Libretto von Roswitha Fröhlich (1984/85)
- Lauter laute Lauterer oder Die Spatzenplage – Komische Oper in einem Akt nach einem Libretto von Heinrich Kraus (1995)

### Oratorium
- Franziskus – Oratorium für Sopran, Sprecher, dreistimmigen Chor, Flöte, Horn, Streicher und Schlagzeug op. 62 (2001)

### Orchesterwerke

#### Sinfonieorchester
- Silences – Acht Stücke für kleines sinfonisches Orchester op. 11 b (1983)
- Drei Vorspiele zur Oper Der Rat der Eule op. 28 (1985)
- Scherzo für Horn und Orchester op. 33 (1988)
- Konfrontationen – Sechs Stücke für Orchester op. 44 (1993)
- Ouvertüre zur Oper Die Spatzenplage op. 49 (1995)
- Divertimento Sereno op. 54 (1997)

#### Sinfonisches Blasorchester
- Cantica Sacra – Sieben Altarbilder für großes sinfonisches Blasorchester op. 36 (1989)

#### Streichorchester
- Der 130. Psalm für tiefe Stimme und Streichorchester (1972)
- Concertino für Oboe, Fagott und Streichorchester, op. 15 (1977). Möseler, Wolfenbüttel 1980
- Das Minnelied des Grafen Friderich von Liningen (Manesse-Handschrift) für tiefe Stimme, Flöte, Cembalo und Streichorchester (1980)
- Konzert für Posaune und Streichorchester op. 23 (1981). Möseler, Wolfenbüttel 1989
- Nachtfahrt. Vier Lieder nach Gedichten von Konrad Winkler für tiefe Stimme und Streichorchester op. 26 (1983)
- Sept Episodes für Streichorchester op. 29 (1986)
- Impromptu für Viola und Streichorchester op. 32 (1988)
- Scherzo für Horn und Streichorchester op. 33 a (1988)
- Konzertante Szenen für Basstuba und Streichorchester op. 37 (1990). Astoria, Mainz
- Senza Ritorno – Adagio für Streicher op. 47 a (1994)
- Concerto Lugubre für Violoncello und Streichorchester op. 53 (1996). Heinrichshofen’s, Wilhelmshaven
- Requiem für Fagott und Streichorchester op. 63 (2001)
- Zwei Tangos für Alt-Saxophon oder Violoncello op. 64 Nr. 1 und Nr. 2 (2001)
- Danza Criolla für Alt-Saxophon oder Violoncello und Streichorchester op. 64 Nr. 3 (2001)
- Andata e Ritorno – Konzertante Musik für Viola, Violoncello und Streichorchester op. 67 (2002)
- Jenseits des Flusses – Sieben Stücke für Streichorchester op. 69 (2003)
- Und es begab sich – Weihnachtliche Musik für Streichorchester op. 74 Nr. 1 (2003)

### Kammermusik
- 8 Variationen über ein eigenes Thema für Violine u. Klavier, op. 16. Möseler, Wolfenbüttel 1981
- Divertissement für Violine u. Viola, op. 18. Möseler, Wolfenbüttel 1982
- Rhapsodie, op. 21 für 2 Violoncelli, op. 21. Möseler, Wolfenbüttel 1982
- Trifolium für Viola, op. 19. Möseler, Wolfenbüttel 1986
- Burleske für 2 Fagotte, op. 21a. Möseler, Wolfenbüttel 1986
- Streichquartett, op. 8. Möseler, Wolfenbüttel 1987
- Due e Tre. Trio für Flöte, Violine u. Viola, op. 48 (1994). Tonger, Köln
- Sonatina piccola für Trompete u. Klavier. Möseler, Wolfenbüttel 1998
- Fantasiestücke für Violoncello u. Klavier, op. 55. Tonger, Köln 2001
- 3 Minuti, ein Stück für 4 Celli, 8 Schuhe und 1 Wecker, 2001
- Son et couleurs – Trio für Violoncello, Violine u. Klavier op. 60 über vier Gemälde von Sergej Tihomirov, 2001